# Bergamodactylus
Bergamodactylus es un género extinto de pterosaurio que vivió durante el Triásico Superior (inicios del Noriense) en el área que hoy corresponde a la provincia de Bérgamo en Italia. La única especie descrita es B. wildi. Fue considerado anteriormente como un ejemplar juvenil de Eudimorphodon o siendo idéntico a Carniadactylus.
En 1978, Rupert Wild describió a un pequeño espécimen de pterosaurio de la colección del Museo di Paleontologia dell´Università di Milano, hallado cerca de Cene en Lombardía. Él se refirió este como el "ejemplar de Milán" y lo identificó como un juvenil de Eudimorphodon ranzii. Wild señaló diferencias considerables con el espécimen tipo de este último pero estos estas fueron explicadas como reflejo de la condición juvenil del animal.
En 2009, Fabio Marco Dalla Vecchia confirmó una conclusión anterior realizada por Alexander Kellner sobre que este espécimen debe haber sido al menos un subadulto considerando la fusión de la escápula y el coracoides, los huesos superiores de la muñeca fusionados en un sincarpo, y la fusión del proceso extensor en la primera falange del ala. Dalla Vecchia refirió el espécimen a Carniadactylus.
En 2015, Kellner concluyó que el ejemplar de Milán representaba una especie diferente a Carniadactylus. Mostraba diferencias en su cosntitución que no podrían ser explicadas como resultado de la variación individual, era mucho más pequeño aunque de edad similar, y procede de una época geológicamente más reciente. Por tanto, lo denominó con un nuevo nombre de género y especie, Bergamodactylus wildi. El nombre del género combina la referencia a Bérgamo con el término griego δάκτυλος, daktylos, "dedo", un sufijo común en los nombres de pterosaurios tales como Pterodactylus. El nombre de la especie es en homenaje de Wild.
El holotipo, MPUM 6009, fue hallado en una capa de la Formación Calcari di Zorzino que data de inicios del Noriense (Alauniense superior). Consiste de un esqueleto parcial que incluye el cráneo, comprimido en una única losa de roca. En su mayor parte está articulado e incluye la mandíbula, la mayoría de huesos de las alas, la columna vertebral pero sin la cola, y elementos de las extremidades posteriores. Algunos de los huesos en realidad se preservaron solo como impresiones.
Bergamodactylus es uno de los pterosaurios más pequeños conocidos: Kellner en 2015 estimó su envergadura en solo 465 milímetros. Además estableció algunos rasgos distintivos. El hueso postorbital es delgado con un ramo de poco grosor dirigido hacia el hueso frontal. El premaxilar no alcanza el borde inferior de la narina externa. El cuarto metacarpiano es corto, con apenas el 40% de la longitud del húmero y el 30% de la longitud del cúbito. El fémur es corto, alcanzando solo la mitad de la longitud del cúbito o de la primera falange del dedo del ala.
Bergamodactylus tenía dientes con varias cúspides como Eudimorphodon pero su número difiere notablemente: catorce tanto en el maxilar como la mandíbula contra los veintinueve y veintiocho de Eudimorphodon. Las diferencias adicionales con Carniadactylus incluyen una fila dental que se extiende más hacia atrás, una mandíbula más baja, una cresta deltopectoral en el húmero situada más alto y la parte superior más corta en el pteroide doblado. Bergamodactylus tenía una corta segunda falange del dedo del ala como rasgo compartido con Carniadactylus.
Kellner situó a Bergamodactylus dentro del clado Novialoidea, en el grupo Campylognathoidea.